# Tetramorium manni
Tetramorium manni är en myrart som beskrevs av Bolton 1985. Tetramorium manni ingår i släktet Tetramorium och familjen myror. Inga underarter finns listade i Catalogue of Life.